# جانيت خان
جانيت خان أدريان جريفيث (ولدت في 25 أكتوبر 1940) هي مؤلفة أسترالية نشرت عن تاريخ وتعاليم الدين البهائي وارتباط الفكر البهائي بالقضايا الاجتماعية المعاصرة. حصلت جانيت على درجة الدكتوراه في الإرشاد النفسي من جامعة ميشيغان وعملت أكاديميًا في جامعة ميشيغان وجامعة كوينزلاند في بريسبان، أستراليا. من عام 1977 إلى عام 1984 خدمت جانيت كعضو في الجمعية الروحية الوطنية للديانة البهائية في أستراليا ورئيسها لعدة سنوات. خدمت جانيت في قسم الأبحاث في الأراضي المقدسة، حيفا، إسرائيل من عام 1983 إلى عام 2000 وكانت أيضًا عضوًا في المجلس الاستشاري الدولي لكرسي البهائيين للسلام العالمي في جامعة ماريلاند.

## الحياة المبكرة والتعليم
ولدت جانيت أدريان خان في عام 1940. حصلت على درجة الدكتوراه في التعليم (الاستشارة) من جامعة ميشيغان في آن أربور، ميشيغان في عام 1970، وعملت كمستشارة ومتخصصة في البرامج في مركز التعليم المستمر للمرأة في الجامعة من عام 1970 إلى عام 1976.
جانيت هي المؤلفة أو المؤلفة المشاركة للعديد من الكتب حول تاريخ وتعاليم الدين البهائي. عملت في قسم الأبحاث في الأراضي المقدسة، حيفا، إسرائيل من عام 1983 إلى عام 2010، وتشمل اهتماماتها البحثية قضايا النوع الاجتماعي، ودور المرأة في الدين، وجوانب التغيير الاجتماعي، وتطور نظام الإدارة البهائي.

## حياة مهنية
شغلت جانيت مناصب مختلفة في المجتمع البهائي الأسترالي والدولي على مدى سنوات عديدة. في عام 1966، تزوجت جانيت من زميلها الأسترالي بيتر خان (1936-2011)، وهو باحث بهائي معروف وحاصل على منحة فولبرايت وأكاديمي في جامعة ميشيغان. كان عضواً في الجمعية الروحية الوطنية للبهائيين في أستراليا من عام 1958 إلى عام 1963؛ وانتخب لعضوية بيت العدل الأعظم في حيفا، إسرائيل؛ حيث خدم هناك من عام 1987 إلى عام 2010. خلال إقامته في الولايات المتحدة، خدم الدكتور بيتر خان كعضو في المجلس المساعد لنشر الديانة البهائية. أثناء إقامتها وعملها في الولايات المتحدة من عام 1966 إلى عام 1976، سافرت جانيت وزوجها على نطاق واسع لزيارة المجتمعات البهائية في أمريكا الشمالية والوسطى، وشاركا في المدارس الصيفية والمؤتمرات البهائية. كزوجين، اكتسبت جانيت وزوجها سمعة مرموقة داخل المجتمع البهائي الأمريكي لخدمتهما للدين البهائي باعتبارهما مدرسين ومتحدثين مطلعين. قام كل من بيتر وجانيت خان بتدريس دورات في مدرسة البهائية الصيفية الشمالية الغربية في سيبيك، واشنطن في يونيو ويوليو 1970 وفي المؤتمرات البهائية بما في ذلك في جامعة ولاية ميشيغان، إيست لانسينغ، ميشيغان في يناير 1971 في معهد جرين ليك، ويسكونسن في أكتوبر 1975 وفي جرين باي، ويسكونسن في ديسمبر 1975. وكانت جانيت أيضًا عضوًا في لجنة الأهداف الدولية الأمريكية.
في عام 1976، أعلن الزوجان أنهما سيعودان إلى أستراليا لتولي مناصب أكاديمية في جامعة كوينزلاند، بريسبان. شغلت جانيت خان منصب أستاذ مساعد في علم النفس بالجامعة. من عام 1977 إلى عام 1983، كانت جانيت عضوًا في الجمعية الروحية الوطنية للبهائيين في أستراليا. شغلت منصب الرئيسة من عام 1982 إلى عام 1983. ألقت محاضرات وأدارت ورش عمل في مؤتمر الشباب الوطني البهائي في هوبارت، تسمانيا في يناير 1978. في فبراير 1979، قامت جانيت والدكتور بيتر خان بزيارة الولايات المتحدة، وتحدثا عن خدمتهما للدين البهائي في أستراليا. في أغسطس 1979، كانت جانيت المتحدثة الرئيسية في مؤتمر النساء البهائيات في ملبورن، فيكتوريا، في أغسطس 1979. أثناء إجازتها الدراسية، وبصفتها نائبة رئيس الجمعية الروحية الوطنية للبهائيين في أستراليا، وفي خدمة الجمعية الروحية الوطنية للبهائيين في الولايات المتحدة، سافرت جانيت إلى الولايات المتحدة حيث كانت متحدثة مميزة في مؤتمر الشباب البهائي في كور دالين، أيداهو في يونيو 1980 وزارت المجتمعات البهائية في أيداهو وأوريجون وواشنطن وشمال كاليفورنيا في يونيو ويوليو 1980. وبصفتها رئيسة للجمعية الروحية الوطنية للبهائيين في أستراليا، تحدثت جانيت في المؤتمر البهائي الدولي في كانبيرا، العاصمة الأسترالية في سبتمبر 1982.
من عام 1983 إلى عام 2010، خدمت جانيت في قسم الأبحاث في المركز البهائي العالمي في حيفا، إسرائيل. شمل عمل جانيت البحث في تعاليم وتاريخ الدين البهائي ودراسة ارتباط الفكر البهائي بالقضايا الاجتماعية المعاصرة. في أبريل 2009، زارت جانيت وزوجها الدكتور بيتر خان مدينة سيدني في أستراليا وكانا المتحدثين الرئيسيين في احتفالات الذكرى الخامسة والسبعين لتأسيس الجمعية الروحية الوطنية للبهائيين في أستراليا.
في عام 2010، عادت جانيت وزوجها إلى أستراليا من إسرائيل. واصلت جانيت خدمة الدين البهائي بشكل نشط في أستراليا كمؤلفة ومتحدثة عامة بعد وفاة زوجها في يوليو 2011.
في يونيو 2015، حضرت جانيت اجتماعًا متعدد الأديان مع الدالاي لاما في بريسبان، أستراليا، حيث قرأت صلاة لعبد البهاء، رئيس الديانة البهائية من عام 1892 إلى عام 1921. جانيت هي أيضًا عضو في المجلس الاستشاري الدولي لكرسي جامعة ميريلاند البهائي للسلام العالمي.

## منشورات مختارة

### الكتب
- محمودي، هدى وخان، جانيت أ. (2020)، عالم بلا حرب: عبد البهاء وخطاب السلام العالمي. ويلميت، إلينوي، الولايات المتحدة الأمريكية: بهاء؟ مؤسسة النشر. رقم ISBN 9781618511645
- خان، جانيت أ. (2016). دعوة إلى الرسولية، تأملات في ألواح الخطة الإلهية. ويلميت، إلينوي، الولايات المتحدة الأمريكية: بهاء؟ مؤسسة النشر.(ردمك 9781618511102)رقم ISBN 9781618511102
- خان، جانيت أ. (2009). تراث النور، المصير الروحي لأمريكا. ويلميت، إلينوي، الولايات المتحدة الأمريكية: بهاء؟ مؤسسة النشر.(ردمك 9781931847735)رقم ISBN 9781931847735
- خان، جانيت أ. (2005). ابنة النبي، حياة وإرث بهية خانم، البطلة البارزة في الدين البهائي. ويلميت، إلينوي، الولايات المتحدة الأمريكية: بهاء؟ مؤسسة النشر.(ردمك 9781931847148)رقم ISBN 9781931847148
- خان، جانيت أ. وخان، بيتر (1998). تقدم المرأة من منظور بهائي. ويلميت، إلينوي، الولايات المتحدة الأمريكية: بهاء؟ مؤسسة النشر.(ردمك 9781931847032)رقم ISBN 9781931847032

### فصول الكتاب
- خان، جانيت أ. (2001). "المرأة والعمل الاجتماعي والصالح العام". في عزة كرم (محرر). مكان المرأة، المرأة الدينية كفاعلة عامة. مدينة نيويورك، نيويورك، الولايات المتحدة الأمريكية: المؤتمر العالمي حول الدين والسلام.(ردمك 9780935934106)رقم ISBN 9780935934106
- خان، جانيت أ. (1996). "إنشاء صورة تطورية لأنظمة التعلم والتنمية البشرية الجديدة" ص 195-206. في دبليو دبليو جاسبارسكي وآخرون (المحررون) الوكالة الاجتماعية والمعضلات وعلم الممارسة التربوية: المجلة الدولية السنوية للفلسفة العملية والمنهجية، المجلد 4. نيو برونزويك، الولايات المتحدة الأمريكية: دار نشر ترانزاكشن.(ردمك 9781560002406)رقم ISBN 9781560002406
- هانسون، هولي وخان، جانيت أ. (1996). "تصميم أنظمة التعليم التطورية من قبل الشعوب الأصلية: ثلاث دراسات حالة في المجتمع البهائي" ص 251-262. في دبليو دبليو جاسبارسكي وآخرون (المحررون) الوكالة الاجتماعية والمعضلات وعلم الممارسة التربوية: المجلة الدولية السنوية للفلسفة العملية والمنهجية، المجلد 4. نيو برونزويك، الولايات المتحدة الأمريكية: دار نشر ترانزاكشن.
- خان، جانيت أ. (1995). "الأديان كعامل لتعزيز تقدم المرأة على كافة المستويات". مقدمة لكتاب العظمة التي قد تكون لهم: حماية حقوق المرأة. التأملات حول جدول أعمال وبرنامج المؤتمر العالمي الرابع للأمم المتحدة المعني بالمرأة: المساواة والتنمية والسلام، في بكين، الصين. مدينة نيويورك، نيويورك، الولايات المتحدة الأمريكية: الجماعة البهائية الدولية.

### المقالات الصحفية
- خان، جانيت أ. (2022) "تأملات حول الذكرى المئوية لصعود عبد البهاء". البهائي الأسترالي، فبراير 2022. ص 1-4.
- محمودي، هدى وخان، جانيت أ. (2021). “‘حضرة عبد البهاء: بطل السلام العالمي “(2021)”. المجموعة الخاصة على الإنترنت من موقع العالم البهائي.
- خان، جانيت أ. (2007). "الرتبة والمكانة: تأملات في حياة بهية خانوم". مجلة الدراسات البهائية، العدد 17: 1-4. ص 1-26.
- خان، جانيت أ. (2006). "لويز ديكسون بويل وماريا مونتيسوري". مجلة الدراسات البهائية، العدد 16: 1-4. ص 61-87.
- خان، جانيت أ. (2000). "تعزيز المساواة بين المرأة والرجل: دور العهد". مجلة الدراسات البهائية، العدد 10: 1-2. ص 71-90.